# Семёнов, Алексей Владимирович (российский футболист)
Алексей Владимирович Семёнов (12 апреля 1983, Ленинград) — российский футболист, полузащитник.

## Биография
Карьеру начал в клубе «Светогорец». В 2000 году участвовал в первенстве КФК, в 2001—2003 — во втором дивизионе. В 2004 перешёл в вологодское «Динамо», в 2005 — в нижегородскую «Волгу». В 2006—2007 годах играл за клуб первого дивизиона «СКА-Энергия». Летом 2007 перешёл в клуб Премьер-лиги «Химки», за который сыграл в двух последних турах чемпионата. Следующие два сезона провёл в клубе первого дивизиона «Носта» Новотроицк, в 2009—2010 играл за калининградскую «Балтику». В 2011 вернулся в «СКА-Энергию», в августе 2012 был отдан в аренду в «Петротрест». Через год перешёл в «Салют» Белгород, в феврале 2014 — в ФК «Тамбов», за который сыграл 4 матча. С августа 2014 играл в «СКЧФ Симферополь», провёл 15 матчей в первенстве ПФЛ, впоследствии аннулированных.
С 2017 года — игрок любительских команд Санкт-Петербурга «Машиностроительные Технологии» (2017), СТД «Петрович» (с 2017).